# Israël op de Olympische Zomerspelen 1996
Israël nam deel aan de Olympische Zomerspelen 1996 in Atlanta, Verenigde Staten. Er werd 1 bronzen medaille gewonnen in het zeilen. 

## Medailleoverzicht
| Sport  | Olympiër    | Onderdeel   | Medaille |
| ------ | ----------- | ----------- | -------- |
| Zeilen | Gal Fridman | mistral (m) | Brons    |

## Deelnemers en resultaten

### Atletiek
| Olympiër              | Onderdeel                | Resultaat | Prestatie                                                  |
| --------------------- | ------------------------ | --------- | ---------------------------------------------------------- |
| Rogel Nachum          | hink-stap-springen (m)   | 17e       | kwalificatie: 17de met 17,76m                              |
| Konstantin Matusevich | hoogspringen (m)         | 17e       | kwalificatie groep B: 7de met 2,26m                        |
| Danny Krasnov         | polsstokhoogspringen (m) | 11e       | kwalificatie groep B: 7de met 5,60m finale: 11de met 5,60m |
| Konstantin Semyonov   | polsstokhoogspringen (m) | 20e       | kwalificatie groep A: 11de met 5,40m                       |

### Boksen
| Olympiër         | Onderdeel | Resultaat | Prestatie                             |
| ---------------- | --------- | --------- | ------------------------------------- |
| Vladislav Neiman | -51kg (m) | 17e       | 1ste ronde: V van KAZ Jumadilov: 7-18 |

### Gewichtheffen
| Olympiër             | Onderdeel | Resultaat | Prestatie                    |
| -------------------- | --------- | --------- | ---------------------------- |
| Viacheslav Ivanovski | -99kg (m) | DNF       | trekken: geen geldige poging |

### Judo
| Olympiër    | Onderdeel | Resultaat | Prestatie |
| ----------- | --------- | --------- | --- |
| Oren Smadja | -78kg (m) | 21e       | 1ste ronde: W van GBR Randall 2de ronde: V van TUR Uznadze |
|             |           |           | |
| Yael Arad   | -61kg (v) | 5e        | 1ste ronde: W van LIE Blum 2de ronde: W van KAZ Kamsulyeva kwartfinale: V van JPN Emoto herkansingen: W van RUS Bogomyakova herkansingen 2: W van ESP Alvarez bronzen finale: V van KOR Jung |

### Kanovaren
| Olympiër   | Onderdeel    | Resultaat | Prestatie                                                                              |
| ---------- | ------------ | --------- | -------------------------------------------------------------------------------------- |
| Lior Carmi | K-1 500m (v) | 13e       | serie 1: 6de in 1.57,675 herkansingen: 4de in 2.05,737 halve finale 2: 7de in 1.54,899 |

### Schermen
| Olympiër                                            | Onderdeel       | Resultaat | Prestatie                                                                                       |
| --------------------------------------------------- | --------------- | --------- | ----------------------------------------------------------------------------------------------- |
| Lydia Hatuel-Zuckerman                              | floret (v)      | 9e        | 1ste ronde: vrij 2de ronde: W van USA Zimmerman: 15-12 3de ronde: V van GER Weber-Koszto: 13-15 |
| Ayelet Ohayon                                       | floret (v)      | 17e       | 1ste ronde: W van GUA Rodríguez: 15-2 2de ronde: V van GER Bau: 10-15                           |
| Lilach Parisky                                      | floret (v)      | 17e       | 1ste ronde: W van ARG Iannuzzi: 15-7 2de ronde: V van ROU Badea-Cârlescu: 5-15                  |
| Lydia Hatuel-Zuckerman Ayelet Ohayon Lilach Parisky | floret team (v) | 9e        | 1ste ronde: V van China: 29-45                                                                  |

### Schietsport
| Olympiër       | Onderdeel                  | Resultaat | Prestatie                                         |
| -------------- | -------------------------- | --------- | ------------------------------------------------- |
| Boris Polak    | 10m luchtgeweer (m)        | 33e       | kwalificatie: 33ste met 581 punten                |
| Boris Polak    | 50m geweer 3 houdingen (m) | 22e       | kwalificatie: 22ste met 1162 punten (398-379-385) |
| Guy Starik     | 50m geweer 3 houdingen (m) | 13e       | kwalificatie: 13de met 1164 punten (396-379-389)  |
| Boris Polak    | 50m geweer liggend (m)     | 20e       | kwalificatie: 22ste met 594 punten                |
| Guy Starik     | 50m geweer liggend (m)     | 26e       | kwalificatie: 26ste met 593 punten                |
| Alex Tripolski | 50m pistool (m)            | 16e       | kwalificatie: 16de met 558 punten                 |
| Alex Tripolski | 10m luchtpistool (m)       | 39e       | kwalificatie: 39ste met 572 punten                |

### Worstelen
| Olympiër             | Onderdeel      | Resultaat      | Prestatie |
| Grieks-Romeins       | Grieks-Romeins | Grieks-Romeins | Grieks-Romeins |
| -------------------- | -------------- | -------------- | --- |
| Gotsha Tsitsiashvili | -82kg (m)      | 5e             | 1ste ronde: W van FIN Karila: 2-0 2de ronde: W van KOR Park: 4-1 3de ronde: vrij 4de ronde: V van GER Zander: 1-3 herkansingen: V van KAZ Turlykhanov: 0-4 5-6de plek: W van SWE Lidberg: walk-over |

### Zeilen
| Olympiër                   | Onderdeel   | Resultaat | Prestatie                                    |
| -------------------------- | ----------- | --------- | -------------------------------------------- |
| Gal Fridman                | mistral (m) | Brons     | 21 punten: (1-6-5-3-10-1-9-4-1)              |
| Nir Shental Ran Shental    | 470 (m)     | 19e       | 132 punten: (17-13-29-6-6-26-19-PMS-22-9-14) |
|                            |             |           |                                              |
| Shani Kedmi Anat Fabrikant | 470 (v)     | 12e       | 93 punten: (8-15-DSQ-7-10-14-DSQ-13-10-13-3) |

### Zwemmen
| Olympiër                                          | Onderdeel             | Resultaat | Prestatie                                            |
| ------------------------------------------------- | --------------------- | --------- | ---------------------------------------------------- |
| Yoav Bruck                                        | 50m vrije slag (m)    | 24e       | serie 9: 8ste in 23,22                               |
| Yoav Bruck                                        | 100m vrije slag (m)   | 22e       | serie 7: 5de in 50,61                                |
| Eithan Urbach                                     | 100m rugslag (m)      | 22e       | serie 3: 1ste in 56,74                               |
| Vadim Alexeev                                     | 100m schoolslag (m)   | 18e       | serie 4: 6de in 1.02,92                              |
| Vadim Alexeev                                     | 200m schoolslag (m)   | 27e       | serie 4: 8ste in 2.20,47                             |
| Dan Kutler                                        | 100m vlinderslag (m)  | 22e       | serie 5: 5de in 55,11                                |
| Eithan Urbach Vadim Alexeev Dan Kutler Yoav Bruck | 4x100m wisselslag (m) | 8e        | serie 3: 4de in 3.42,24 (NR) finale: 8ste in 3.42,90 |

Afghanistan · Albanië · Algerije · Amerikaanse Maagdeneilanden · Amerikaans-Samoa · Andorra · Angola · Antigua‑Barbuda · Argentinië · Armenië · Aruba · Australië · Azerbeidzjan · Bahama's · Bahrein · Bangladesh · Barbados · België · Belize · Benin · Bermuda · Bhutan · Bolivia · Bosnië en Herzegovina · Botswana · Brazilië · Britse Maagdeneilanden · Brunei · Bulgarije · Burkina Faso · Burundi · Cambodja · Canada · Centraal-Afrikaanse Republiek · Chili · China · Chinees Taipei · Colombia · Comoren · Congo-Brazzaville · Cookeilanden · Costa Rica · Cuba · Cyprus · Denemarken · Djibouti · Dominica · Dominicaanse Republiek · Duitsland · Ecuador · Egypte · El Salvador · Equatoriaal-Guinea · Estland · Ethiopië · Fiji · Filipijnen · Finland · Frankrijk · Gabon · Gambia · Georgië · Ghana · Grenada · Griekenland · Groot-Brittannië · Guam · Guatemala · Guinee · Guinee-Bissau · Guyana · Haïti · Honduras · Hongarije · Hongkong · Ierland · IJsland · India · Indonesië · Irak · Iran · Israël · Italië · Ivoorkust · Jamaica · Japan · Jemen · Joegoslavië · Jordanië · Kaaimaneilanden · Kaapverdië · Kameroen · Kazachstan · Kenia · Kirgizië · Koeweit · Kroatië · Laos · Lesotho · Letland · Libanon · Liberia · Libië · Liechtenstein · Litouwen · Luxemburg ·  Macedonië · Madagaskar · Malawi · Malediven · Maleisië · Mali · Malta · Marokko · Mauritanië · Mauritius · Mexico · Moldavië · Monaco · Mongolië · Mozambique · Myanmar · Namibië · Nauru · Nederland · Nederlandse Antillen · Nepal · Nicaragua · Nieuw-Zeeland · Niger · Nigeria · Noord-Korea · Noorwegen · Oeganda · Oekraïne · Oezbekistan · Oman · Oostenrijk · Pakistan · Palestina · Panama · Papoea-Nieuw-Guinea · Paraguay · Peru · Polen · Portugal · Puerto Rico · Qatar · Roemenië · Rusland · Rwanda · Saint Kitts en Nevis · Saint Lucia · Saint Vincent en Grenadines · Salomonseilanden · Samoa · San Marino · Sao Tomé en Principe · Saoedi-Arabië · Senegal · Seychellen · Sierra Leone · Singapore · Slovenië · Slowakije · Soedan · Somalië · Spanje · Sri Lanka · Suriname · Swaziland · Syrië · Tadzjikistan · Tanzania · Thailand · Togo · Tonga · Trinidad en Tobago · Tsjaad · Tsjechië · Tunesië · Turkije · Turkmenistan · Uruguay · Vanuatu · Venezuela · Verenigde Arabische Emiraten · Verenigde Staten · Vietnam · Wit-Rusland · Zaïre · Zambia · Zimbabwe · Zuid-Afrika · Zuid-Korea · Zweden · Zwitserland